# Cmentarz Rakowicki

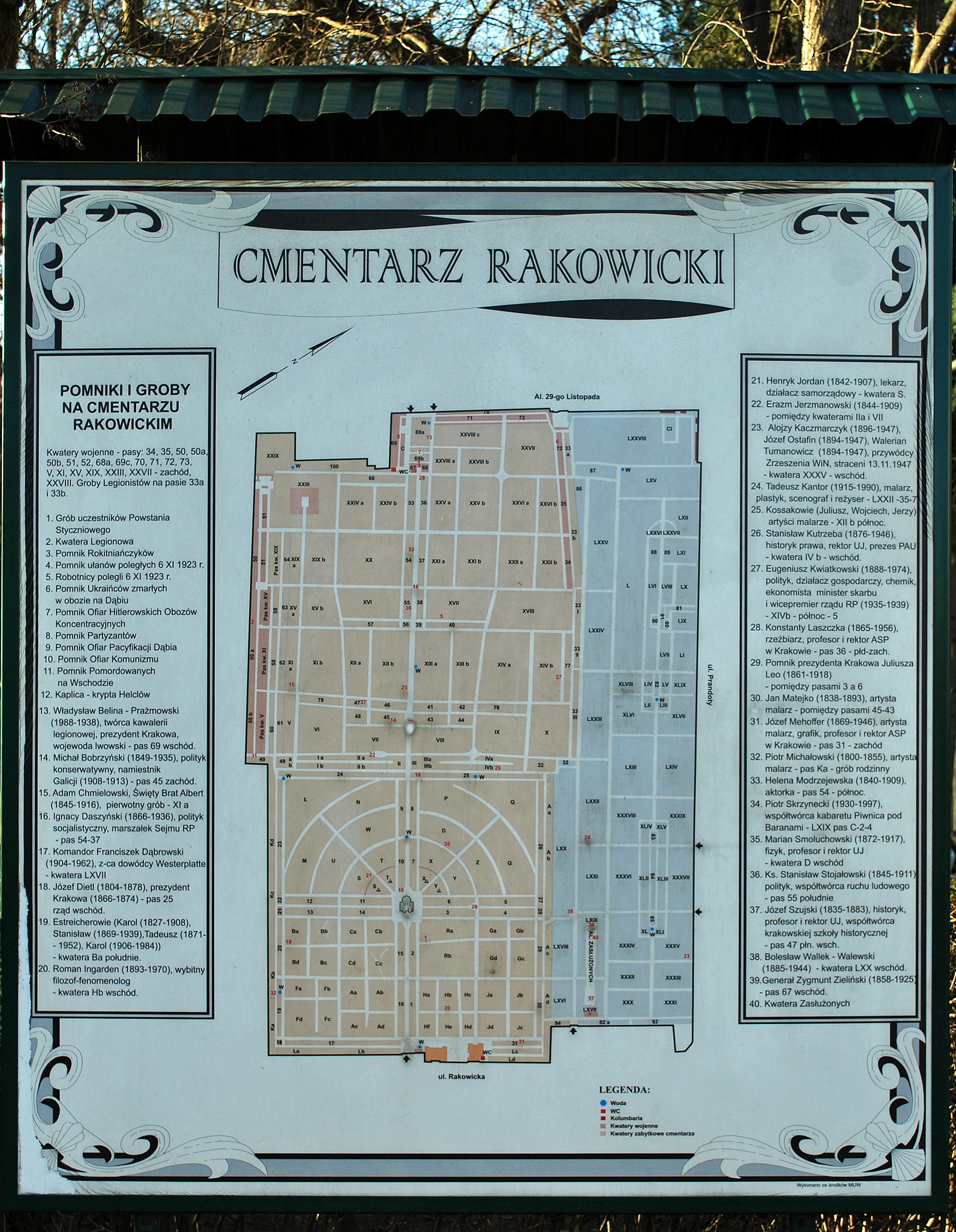
Plan cmentarza Rakowickiego

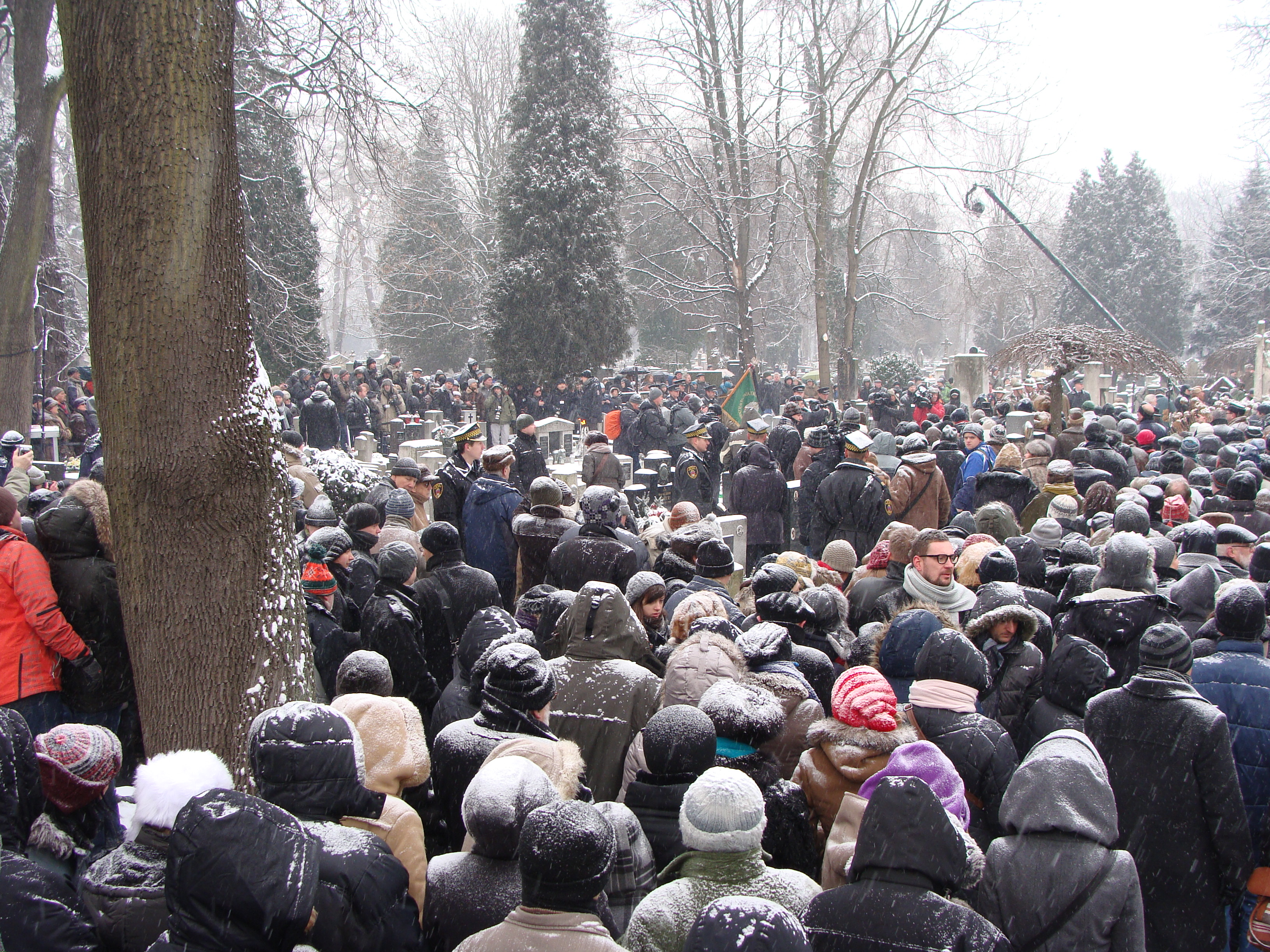
Świecka ceremonia pogrzebowa Wisławy Szymborskiej (2012)

Cmentarz Rakowicki, dawniej Cmentarz Miejski – zabytkowy cmentarz komunalny w Krakowie, w dzielnicy I Stare Miasto przy ul. Rakowickiej 26, na Warszawskiem. Założony w 1803, był pierwszym cmentarzem komunalnym w mieście. Zajmuje powierzchnię ok. 35 ha, na planie prostokąta (700 x 500 m), pomiędzy ulicami: Rakowicką na wschodzie, Prandoty na północy oraz al. 29 Listopada na zachodzie. Od południa sąsiadował z koszarami  artylerzystów, arsenałem, magazynami armii Austro-Węgier.
Nazwa cmentarza pochodzi od nazwy drogi (obecnie ulicy Rakowickiej) wiodącej do odległej o 2 km dawnej wsi Rakowice.

## Historia
Wytyczany i urządzany był w latach 1800–1802 (na obszarze 5,6 ha), a czynny jest od połowy stycznia 1803 r. Powstał na terenie podmiejskiego wówczas folwarku Bosackie we wsi Prądnik Czerwony na pograniczu Olszy, w związku z wydanym zakazem pochówków na dotychczas istniejących cmentarzach przykościelnych w obrębie miasta (edykt józefiński z 1784 r.). Teren o powierzchni 10 mórg chełmińskich za 1150 złotych reńskich wykupiły od karmelitów bosych z Czernej władze austriackie. Koszt urządzenia cmentarza pokryło miasto Kraków i okoliczne gminy: Rakowice, Prądnik Biały i Prądnik Czerwony, Olsza, Grzegórzki, Piaski, Bronowice Wielkie i Bronowice Małe, Czarna Wieś, Nowa Wieś, Krowodrza, Kawiory, którym przyznano prawo do grzebania na nim zmarłych. Pierwszy pogrzeb miał miejsce w styczniu 1803 (18-letniej Apolonii z Lubowieckich Bursikowej, zmarłej 15 stycznia 1803 r.). W 1807 r. wybudowano studnię, a w 1812 r. ze składek publicznych ufundowano okazały krzyż.
Cmentarz był kilkakrotnie powiększany. Po raz pierwszy w 1836 r., kiedy od karmelitów czerneńskich dokupiono kolejne 10 mórg gruntu za 5 tys. złotych polskich. Rozplanowanie cmentarza zlecono architektowi, dyrektorowi wydziału budownictwa miejskiego, Karolowi R. Kremerowi, który, w 1839 r., zaprojektował jego założenie parkowe. Nowo nabyty grunt poświęcono 2 listopada 1840 r. Otaczający go mur wzniesiono z materiału uzyskanego z rozbiórki kościoła Wszystkich Świętych.
W 1863 r. miasto zakupiło od karmelitów i od Walerego Rzewuskiego 5 mórg i 1743 sążni gruntu, położonego przy zachodnim murze cmentarza. Poświęcono go we wrześniu 1866 r. i od razu rozpoczęto chowanie tam zmarłych (epidemia). Kolejne poszerzenie cmentarza miało miejsce jesienią 1886 r. – o ponad 15 mórg (pośrodku nowej alei pochowano Jana Matejkę oraz Macieja Jakubowskiego). Na przełomie 1933 i 1934 r. poszerzono cmentarz w kierunku północnym o dawny plac ćwiczeń saperów (ponad 15 ha) do obecnej wielkości (likwidując ulicę Modrzewiową).
6 czerwca 1856 r. wydano zezwolenie na budowę nowej kaplicy, jednak dopiero w latach 1861–1862 w centralnym punkcie cmentarza wzniesiono kaplicę Zmartwychwstania Pańskiego (fundacji Anny i Ludwika Helclów), na miejscu wówczas istniejącej drewnianej. W 1877 r. wzniesiono budynek administracyjny oraz kostnicę według projektu Salomona Saarego.
W 1976 r. został wpisany do rejestru zabytków.
W 1981 r. powołano Obywatelski Komitet Ratowania Krakowa, w ramach którego działa komisja ds. Ratowania Cmentarzy Krakowa i Ziemi Krakowskiej. OKRK organizuje coroczne kwesty na rzecz zabytkowych grobowców i nagrobków. Prace prowadzone są na cmentarzu Rakowickim i Nowym Cmentarzu Podgórskim (przy współpracy Stowarzyszenia Podgórze.pl). OKRK gromadzi fundusze na renowację zabytkowych grobowców na specjalnym koncie. Z funduszy remontowane są groby nieposiadające dysponentów.

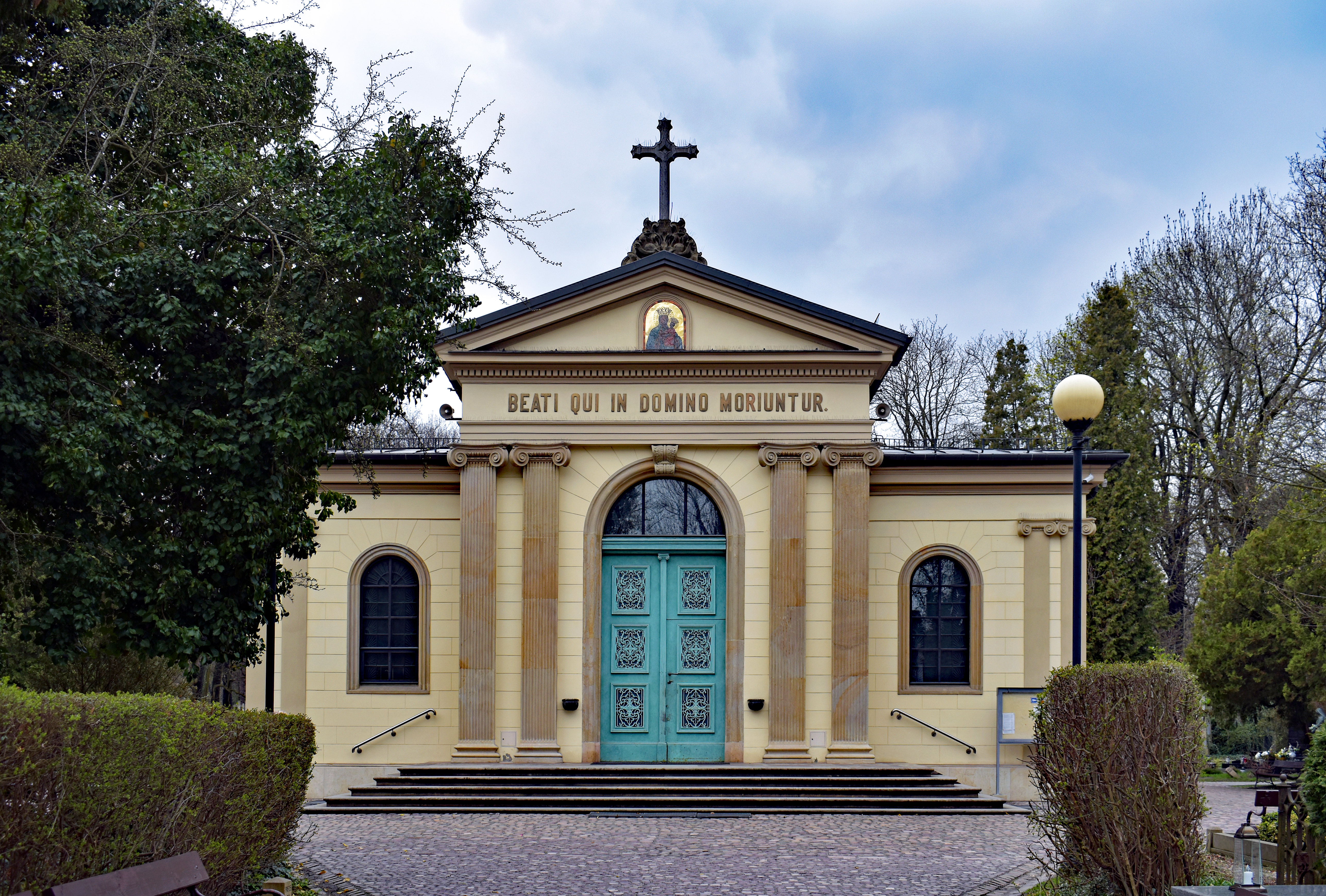
Kaplica Zmartwychwstania Pańskiego
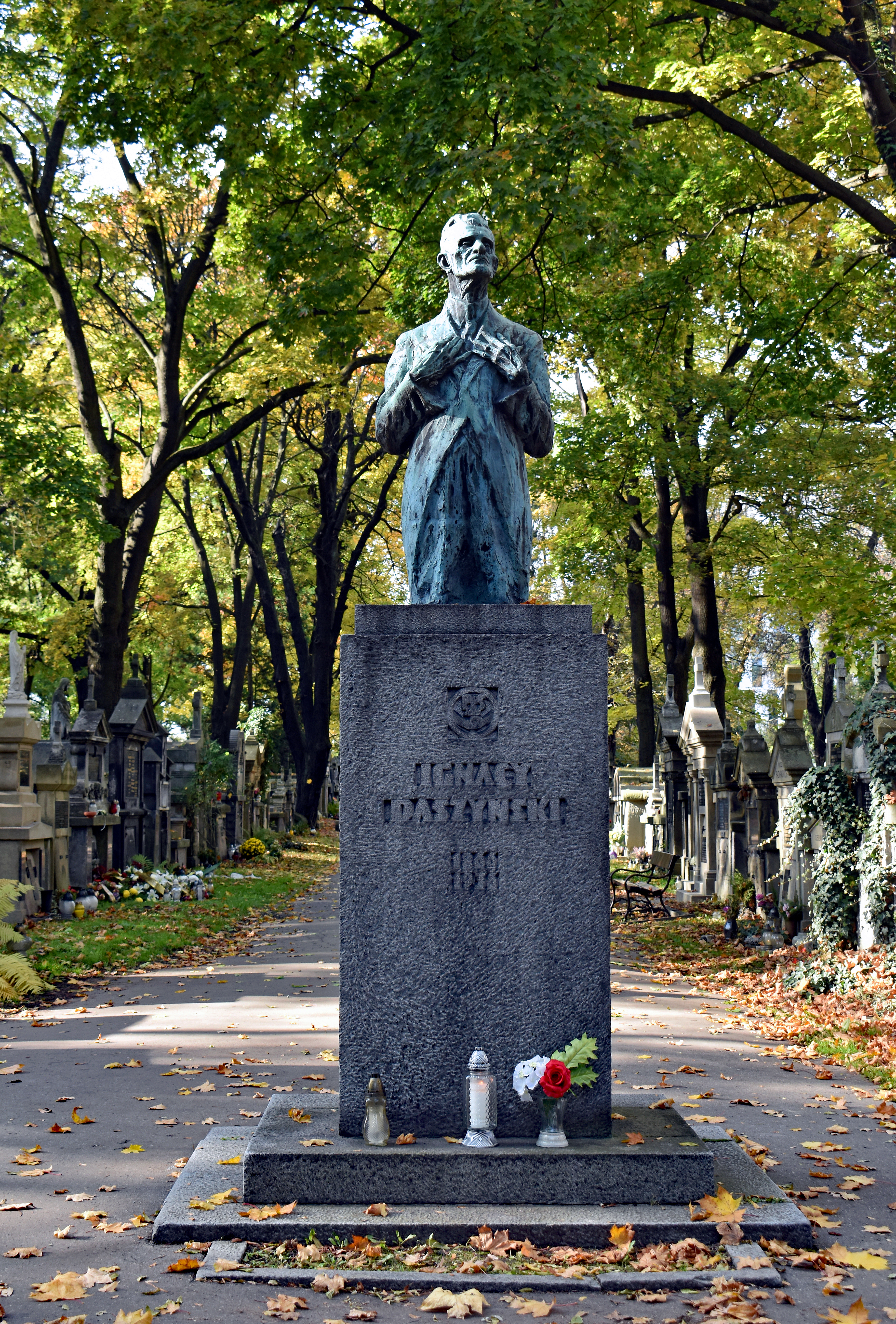
Grób Ignacego Daszyńskiego w głównej alei
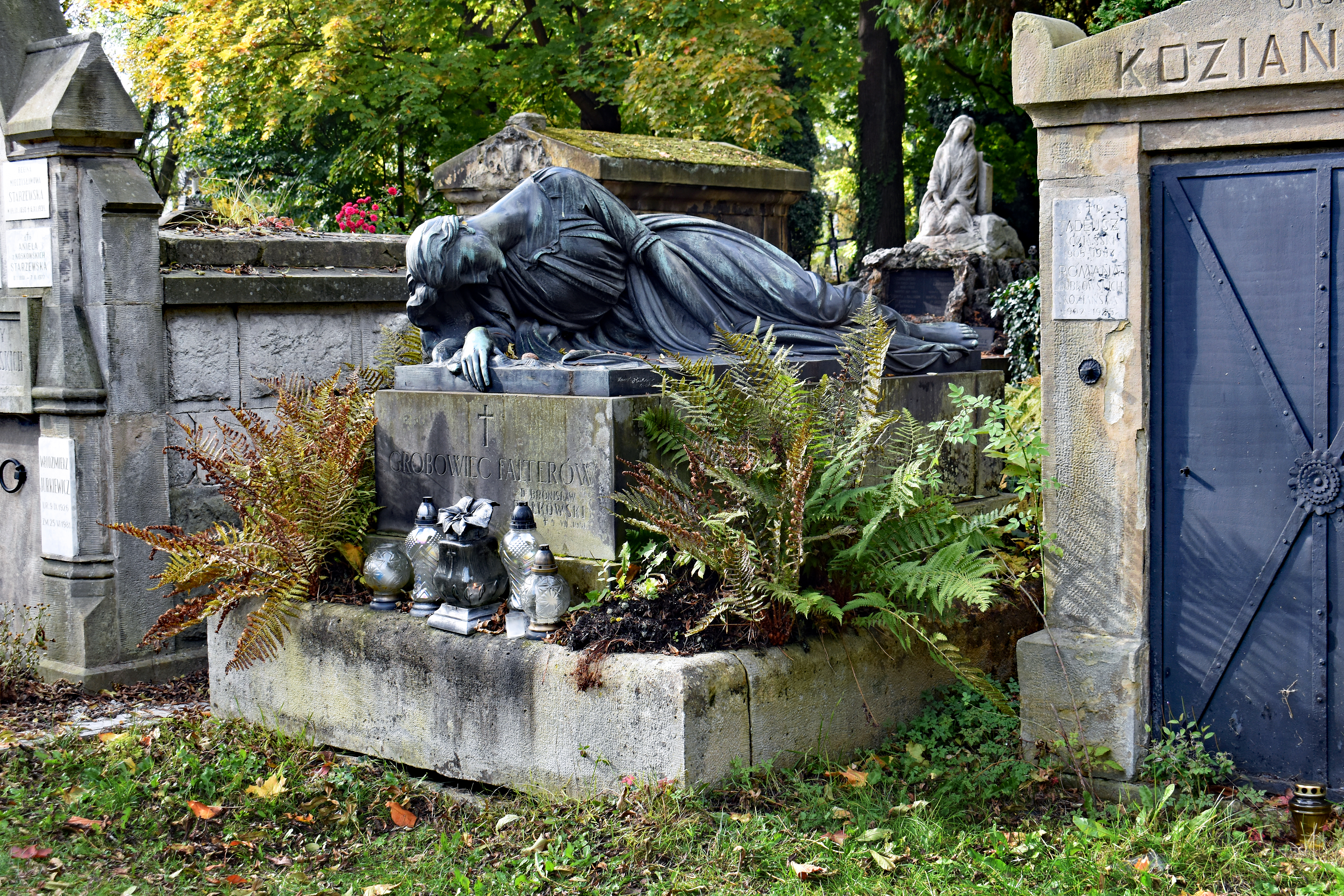
Grobowiec rodziny Falterów z rzeźbą Karola Hukana
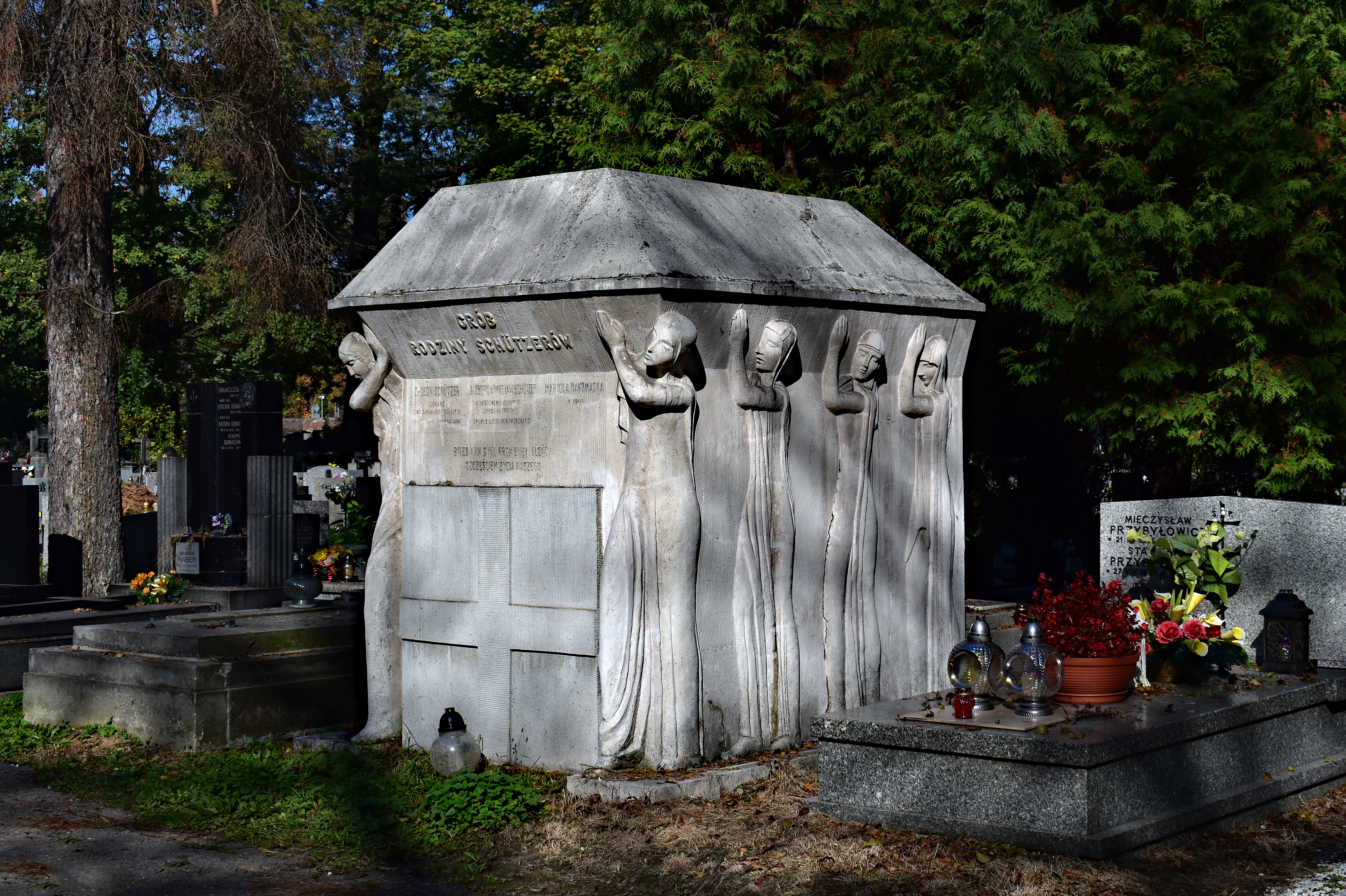
Grobowiec rodziny Schützerów, projektował Stefan Zbigniewicz
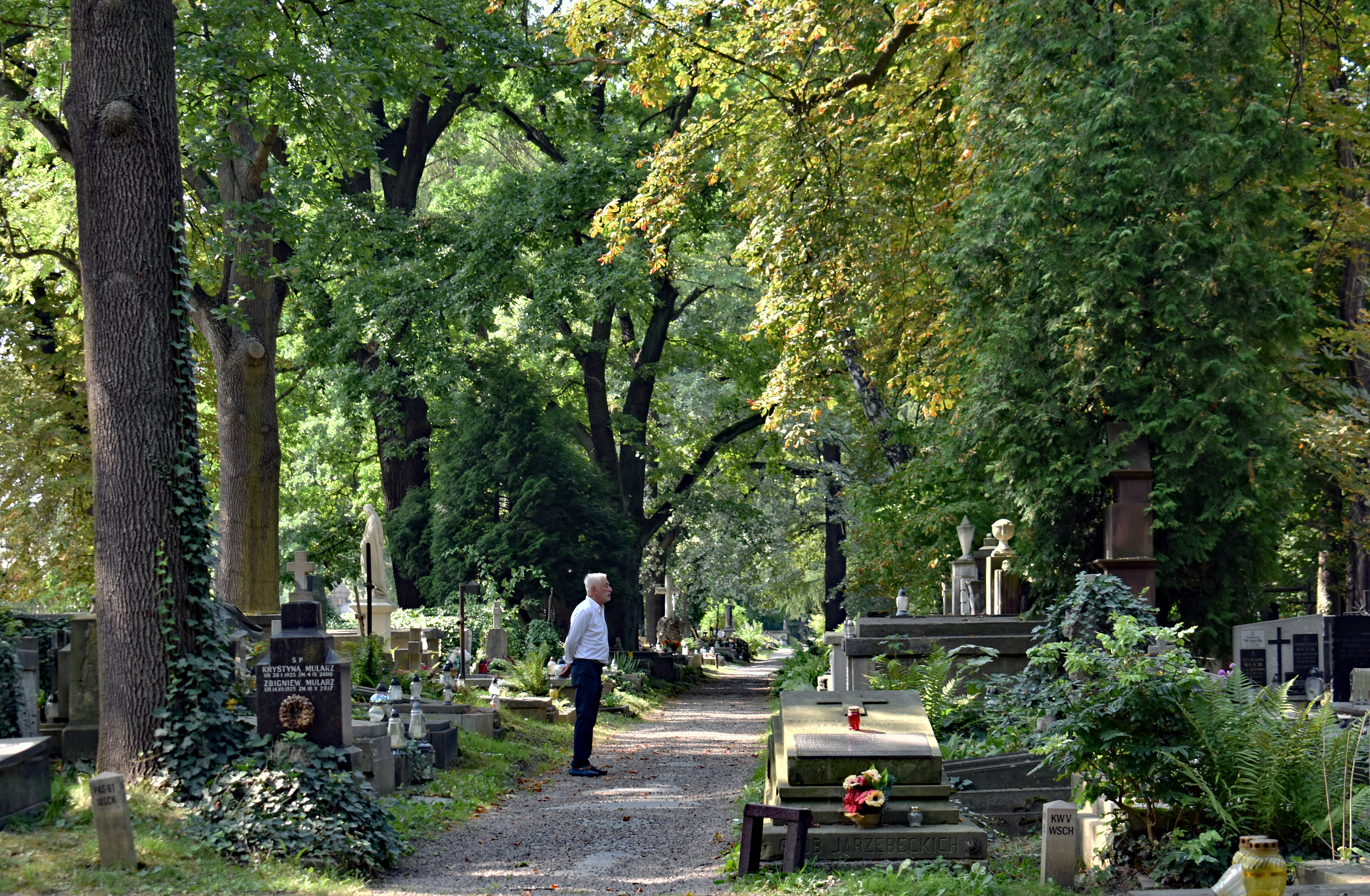
Alejka cmentarza
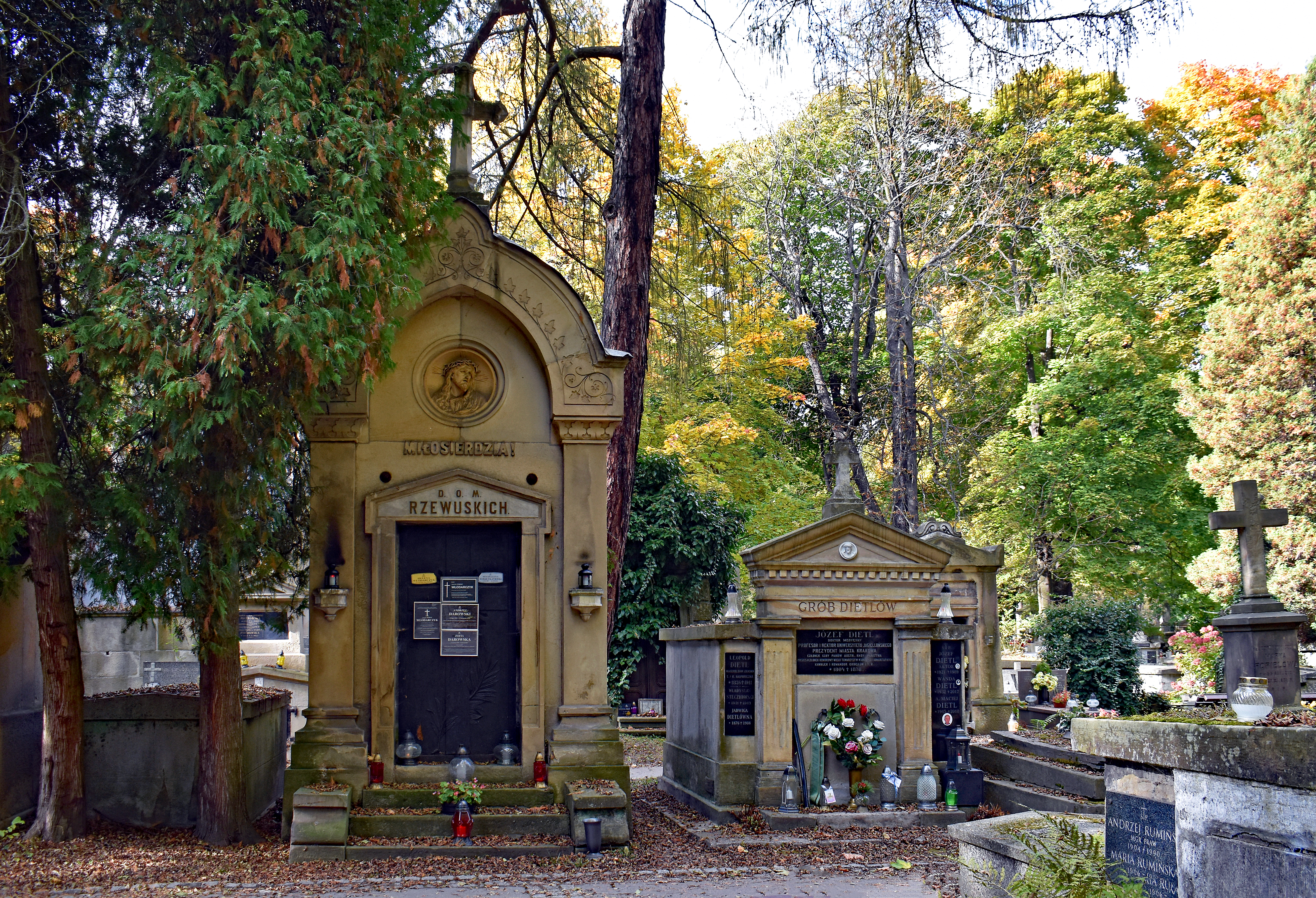
Grobowce Rzewuskich i Dietlów
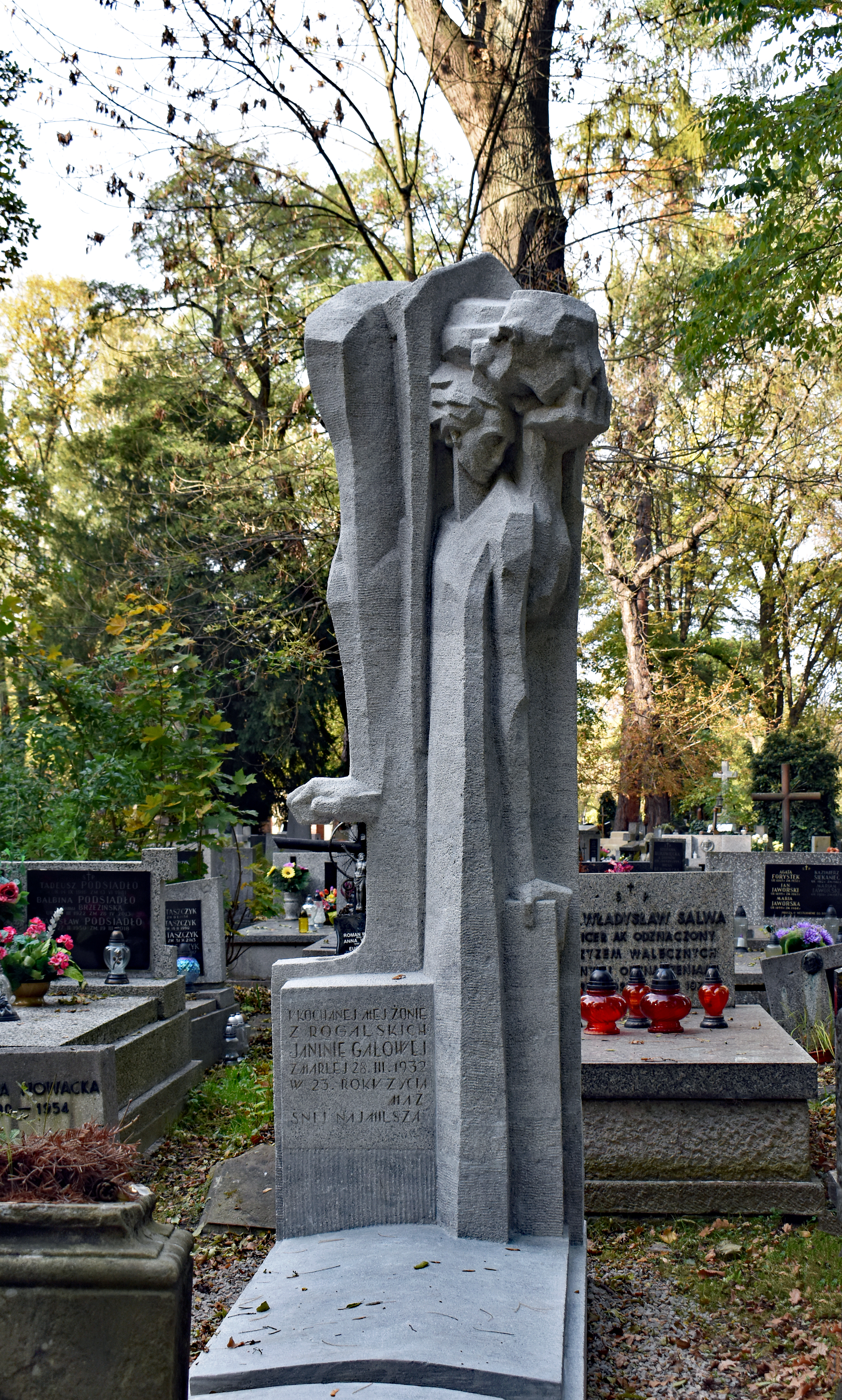
Nagrobek Janiny Gałowej z Rogalskich z rzeźbą Józefa Gosławskiego (1932)
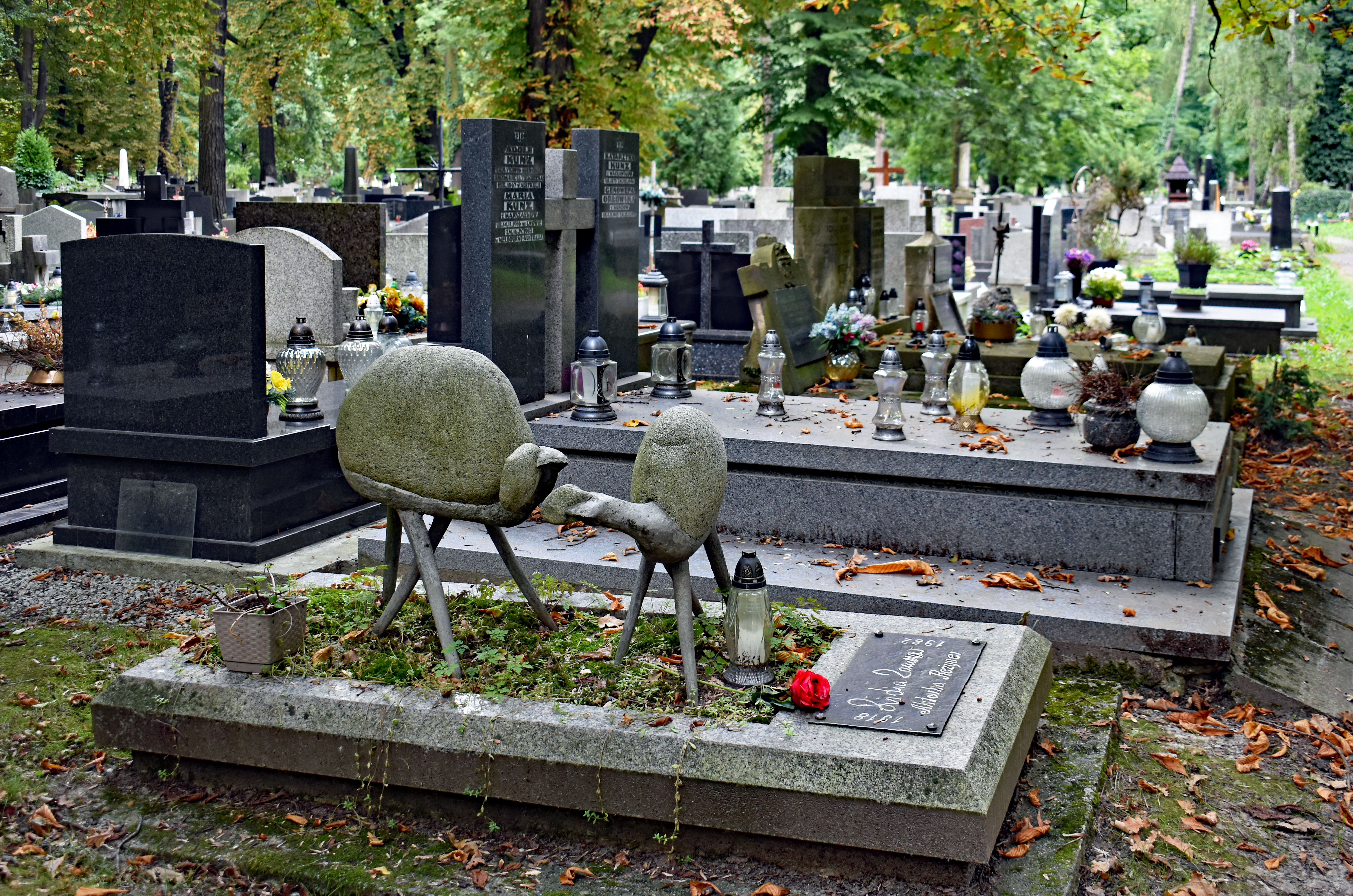
Grób Lidii Zamkow z rzeźbą Bronisława Chromego
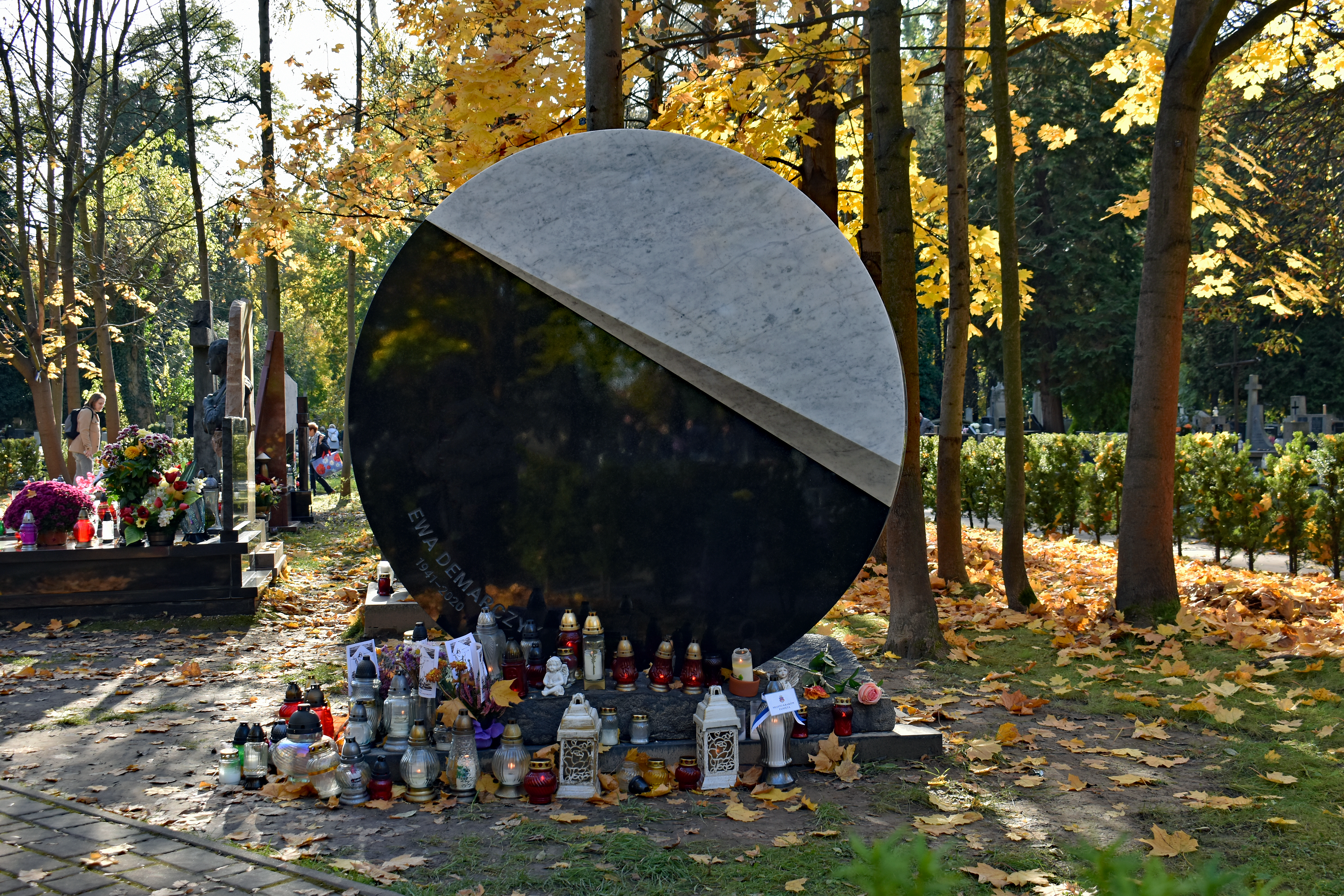
Aleja Zasłużonych Grób Ewy Demarczyk
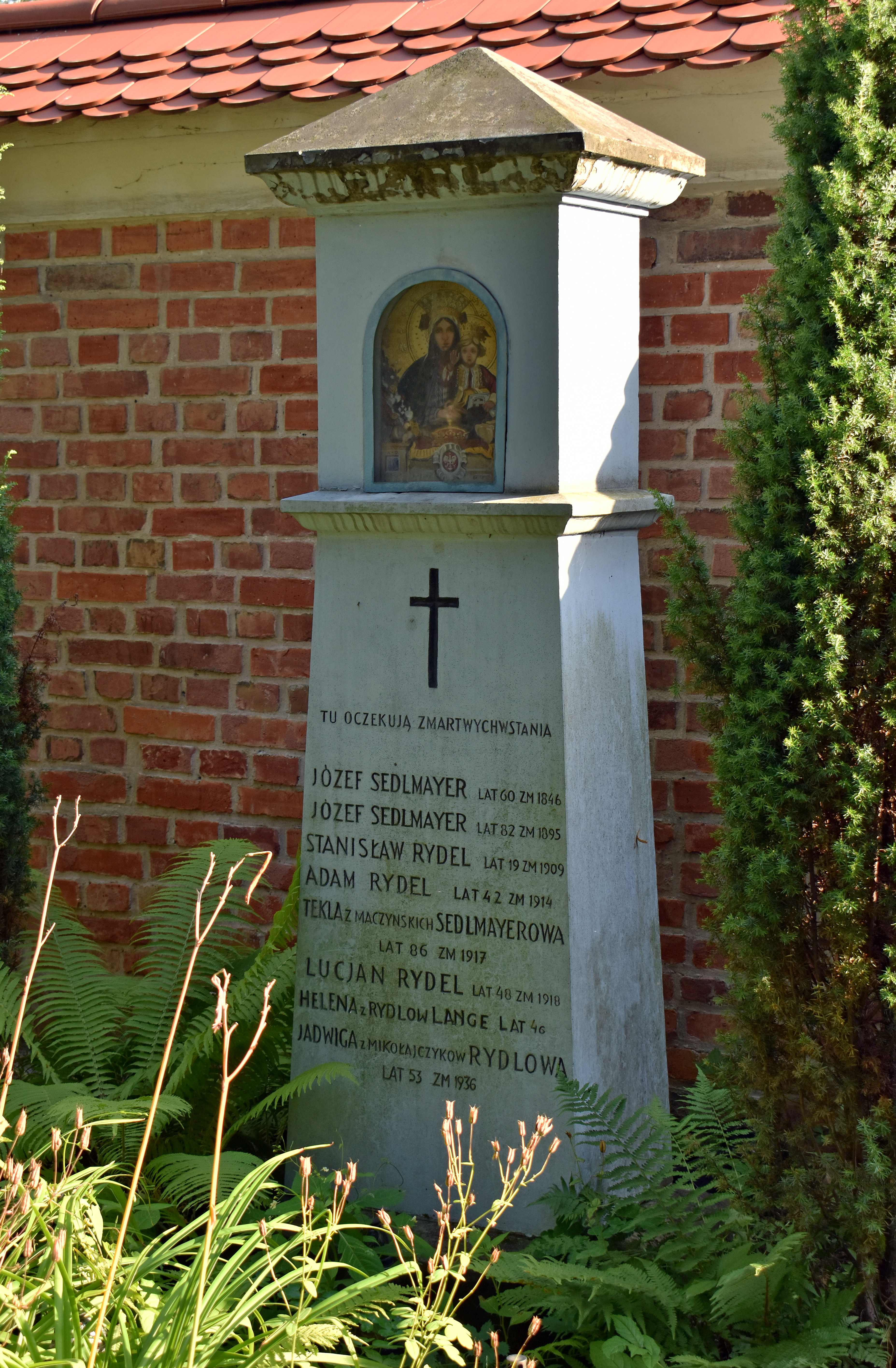
Grób Lucjana Rydla i Jadwigi z Mikołajczyków Rydlowej
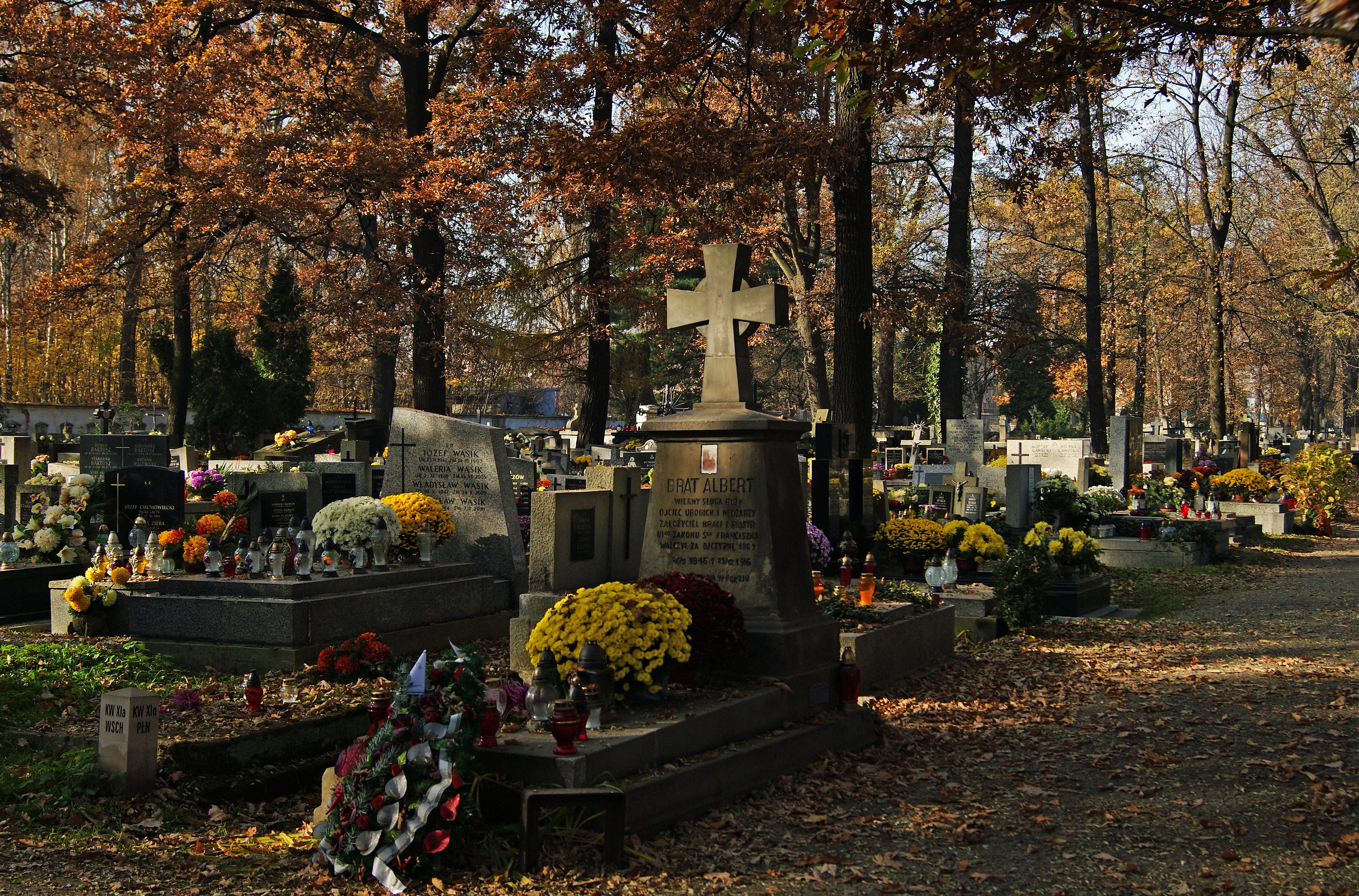
Grób Brata Alberta
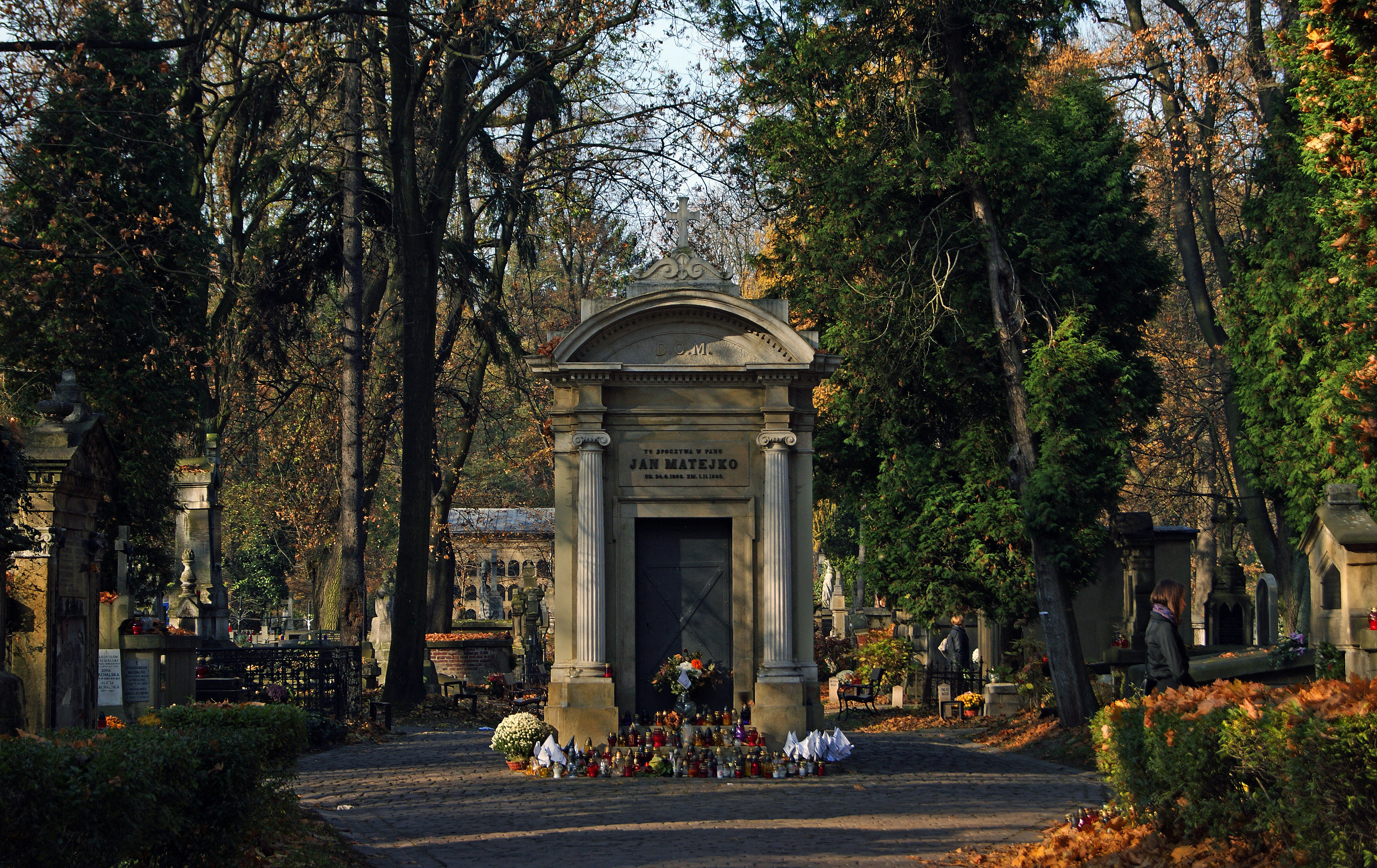
Grobowiec Jana Matejki w głównej alei cmentarza
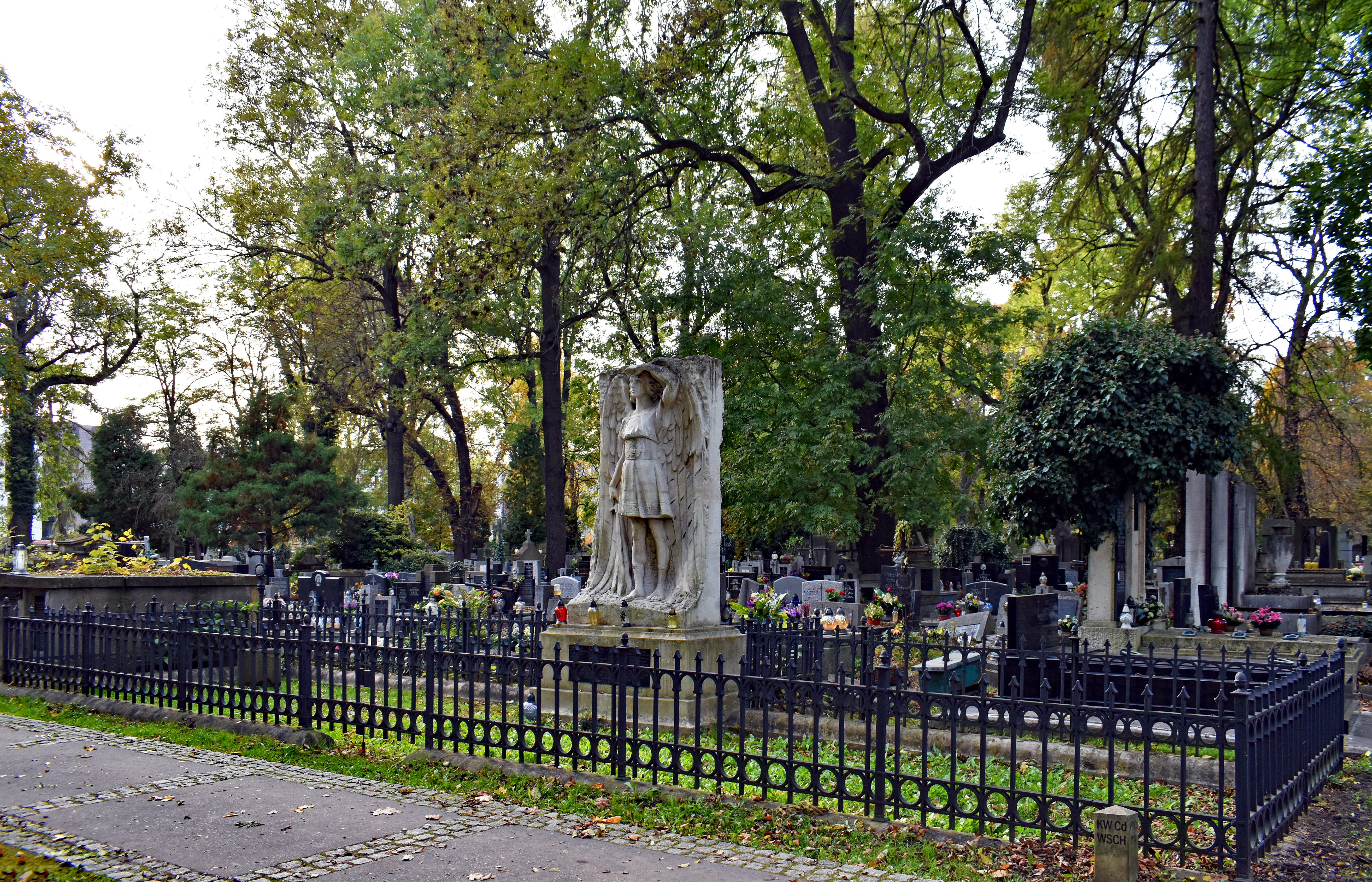
Pomnik „Anioł Zemsty” Konstantego Laszczki na grobach ofiar austriackiego bombardowania Krakowa 26 i 27 kwietnia 1848 roku
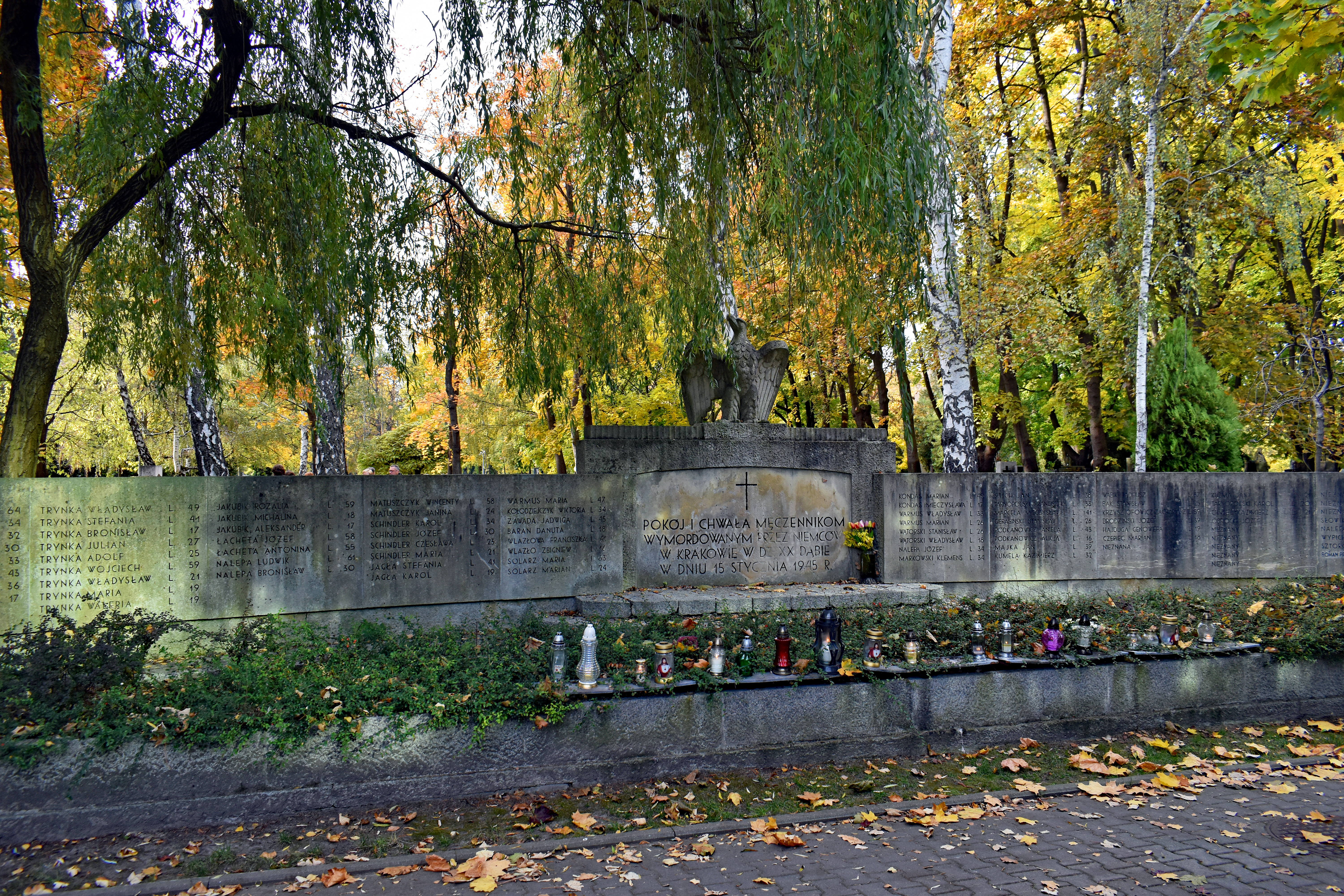
Grób Polaków zamordowanych przez Niemców 15 stycznia 1945 podczas pacyfikacji Dąbia.
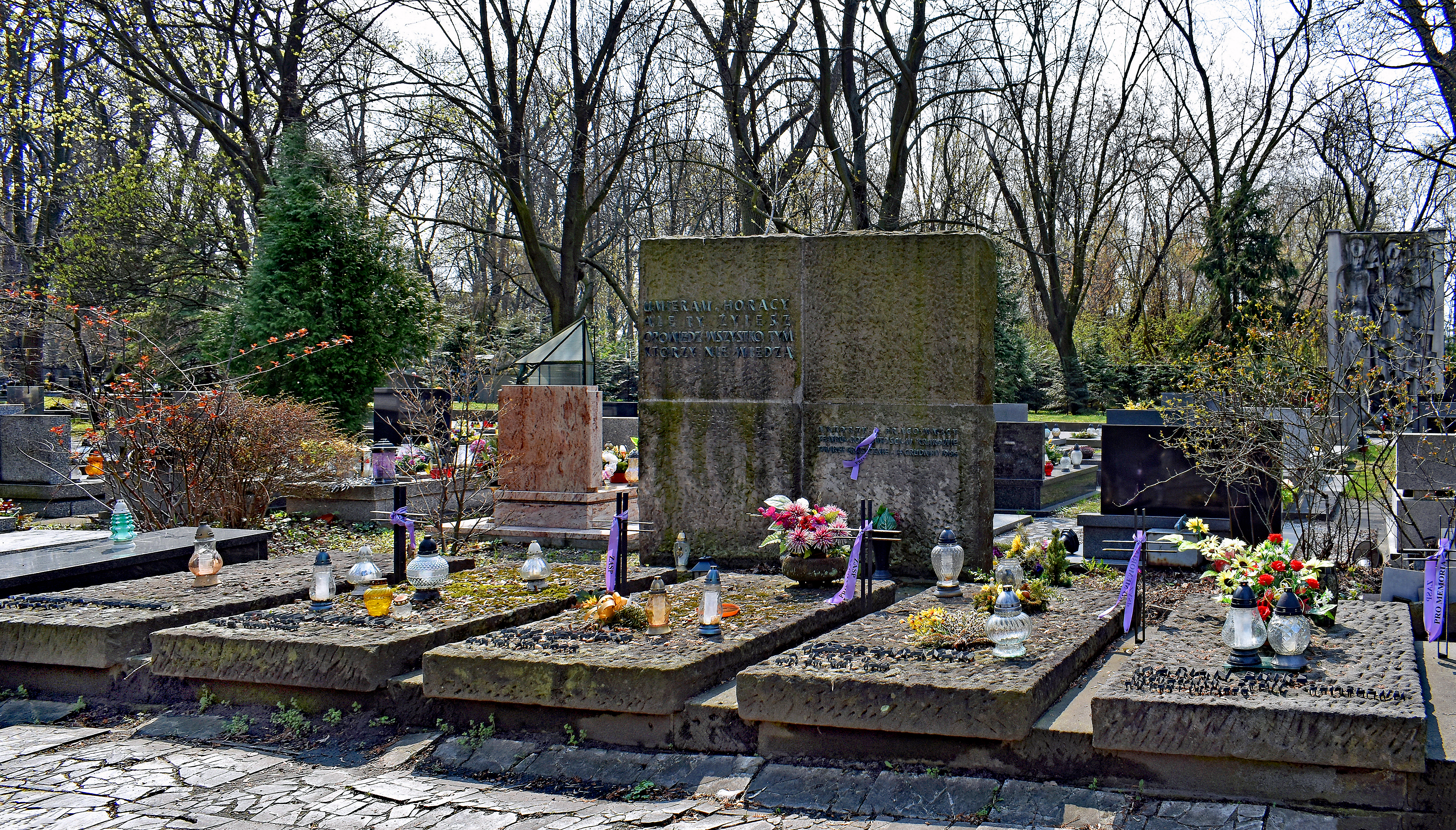
Groby aktorów teatru Rozmaitości, którzy zginęli 14 grudnia 1966 w wypadku autobusu w Lubniu.
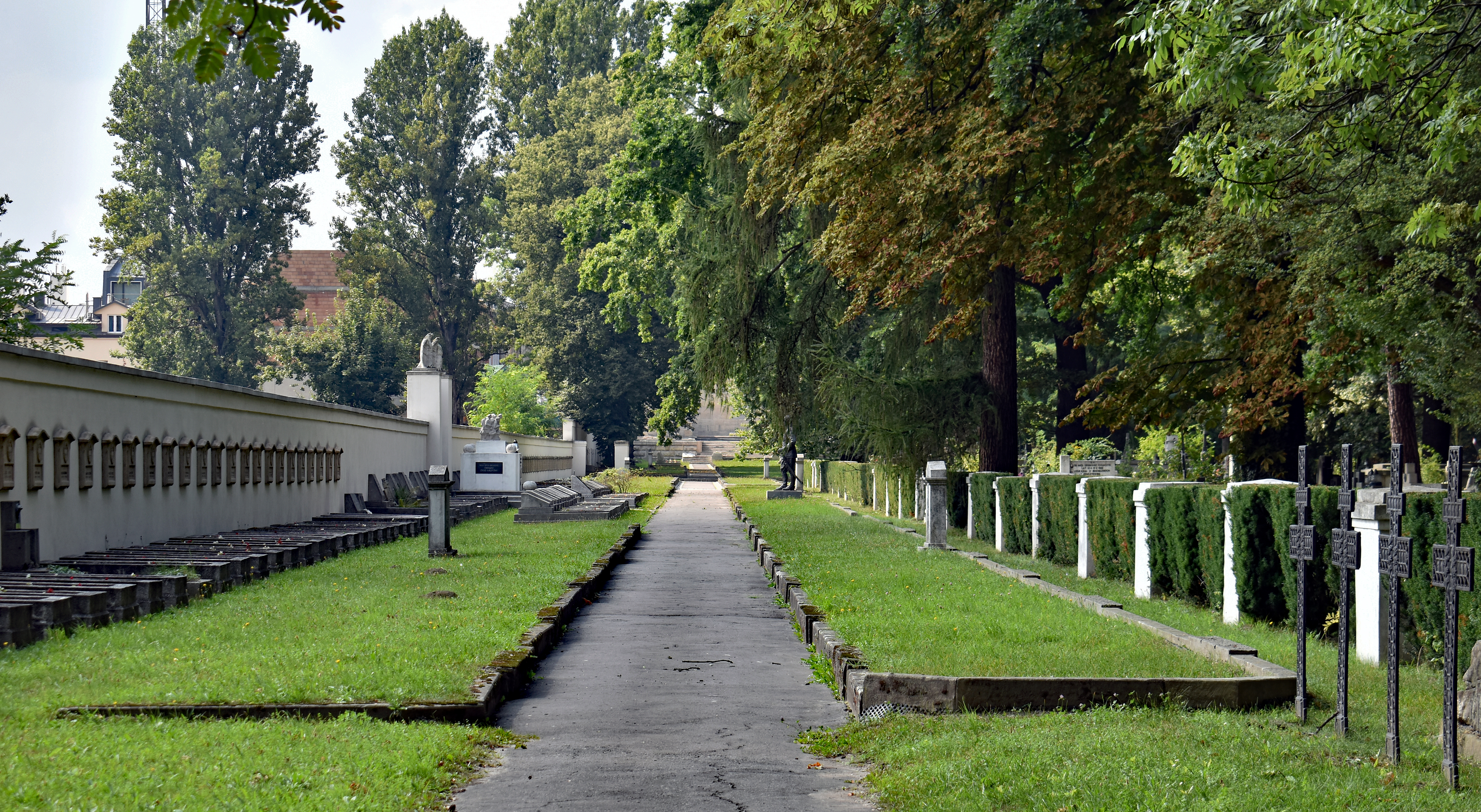
Cmentarz wojenny nr 388, po lewej groby legionistów, pomnik legionowej czwórki oraz grób Bolesława Wieniawy-Długoszowskiego a po prawej jego pomnik.
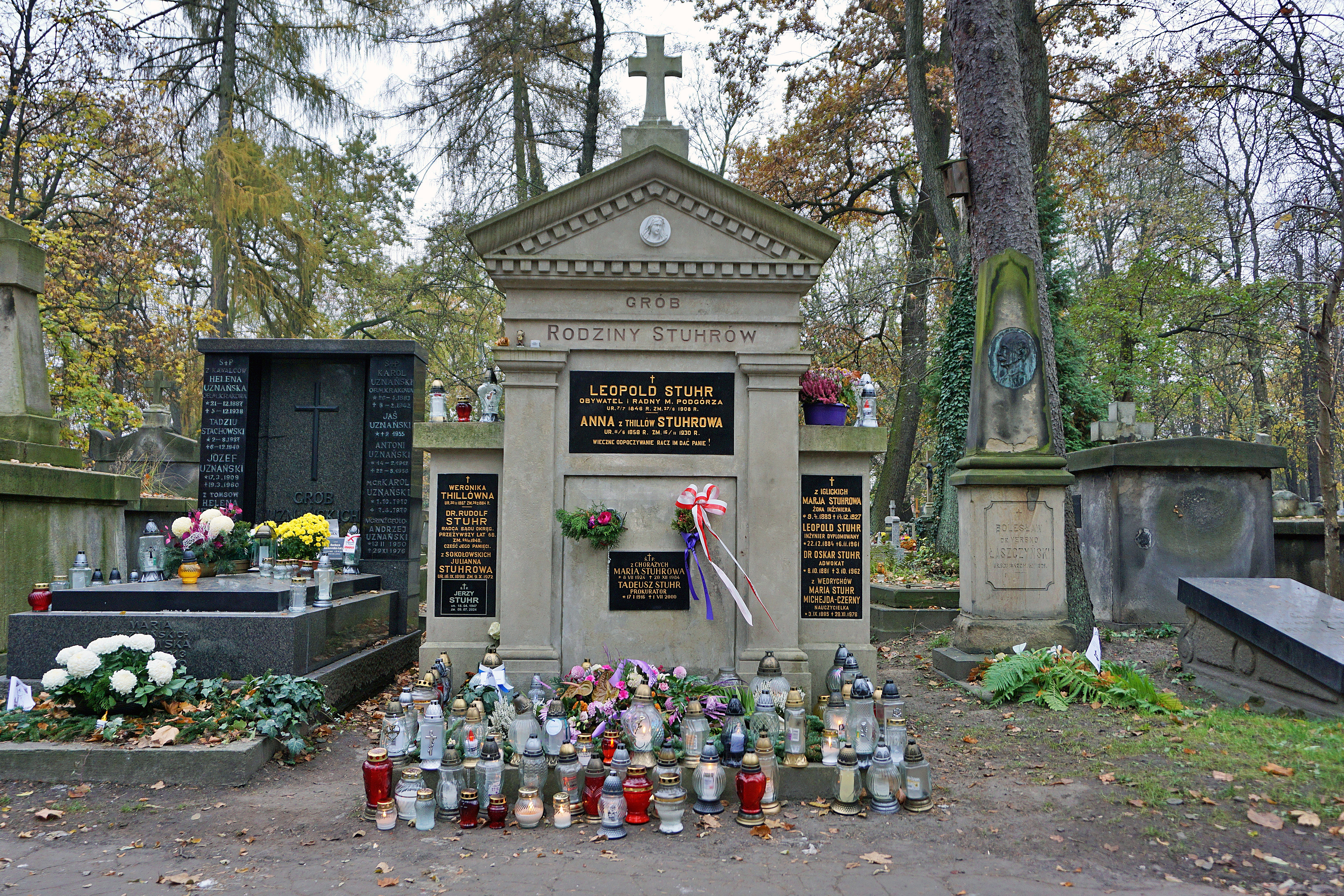
Grobowiec rodziny Stuhrów; miejsce spoczynku m.in. Oskara i Jerzego.
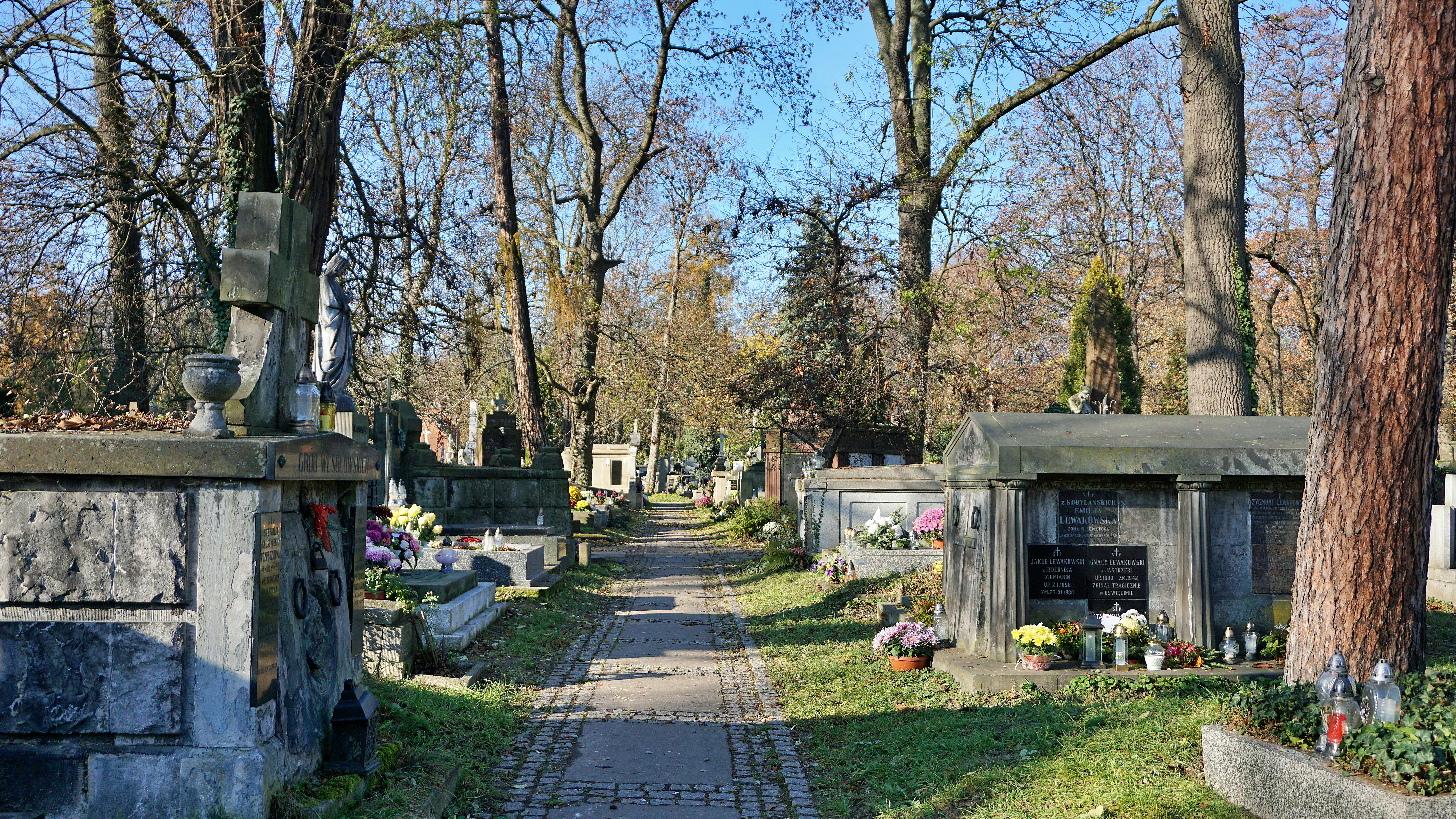
Alejka cmentarna

## Znaczenie
Nekropolia jest miejscem pochówku krakowian, zarówno zwykłych obywateli miasta, jak i tych zasłużonych, m.in.: twórców kultury, naukowców, przedstawicieli znanych rodów, działaczy niepodległościowych, politycznych i społecznych, uczestników ruchów niepodległościowych, powstań, obu wojen światowych.
Na cmentarzu istnieją m.in. wydzielone kwatery uczestników powstań listopadowego, styczniowego, krakowskiego, I wojny światowej (z wszystkich trzech armii zaborczych – żołnierze ci najczęściej zmarli podczas pobytu w szpitalach wojskowych), członków Legionów Polskich, uczestników szarży pod Rokitną, robotników zabitych podczas strajków w 1923 r i 1936. Kwatery były miejscem uroczystości patriotycznych.
Cmentarz jest zabytkiem o dużej wartości historycznej i artystycznej. Wiele nagrobków jest dziełem znanych rzeźbiarzy i architektów, m.in. Teofila Żebrawskiego, Feliksa Księżarskiego, Sławomira Odrzywolskiego, Jakuba Szczepkowskiego, a także rzeźbiarzy: Tadeusza Błotnickiego, Wacława Szymanowskiego, Karola Hukana i innych.
Cmentarz Rakowicki jest zarządzany razem ze znajdującym się obok, przy ul. J. Prandoty, cmentarzem wojskowym.